# St. Michael (Raguhn)

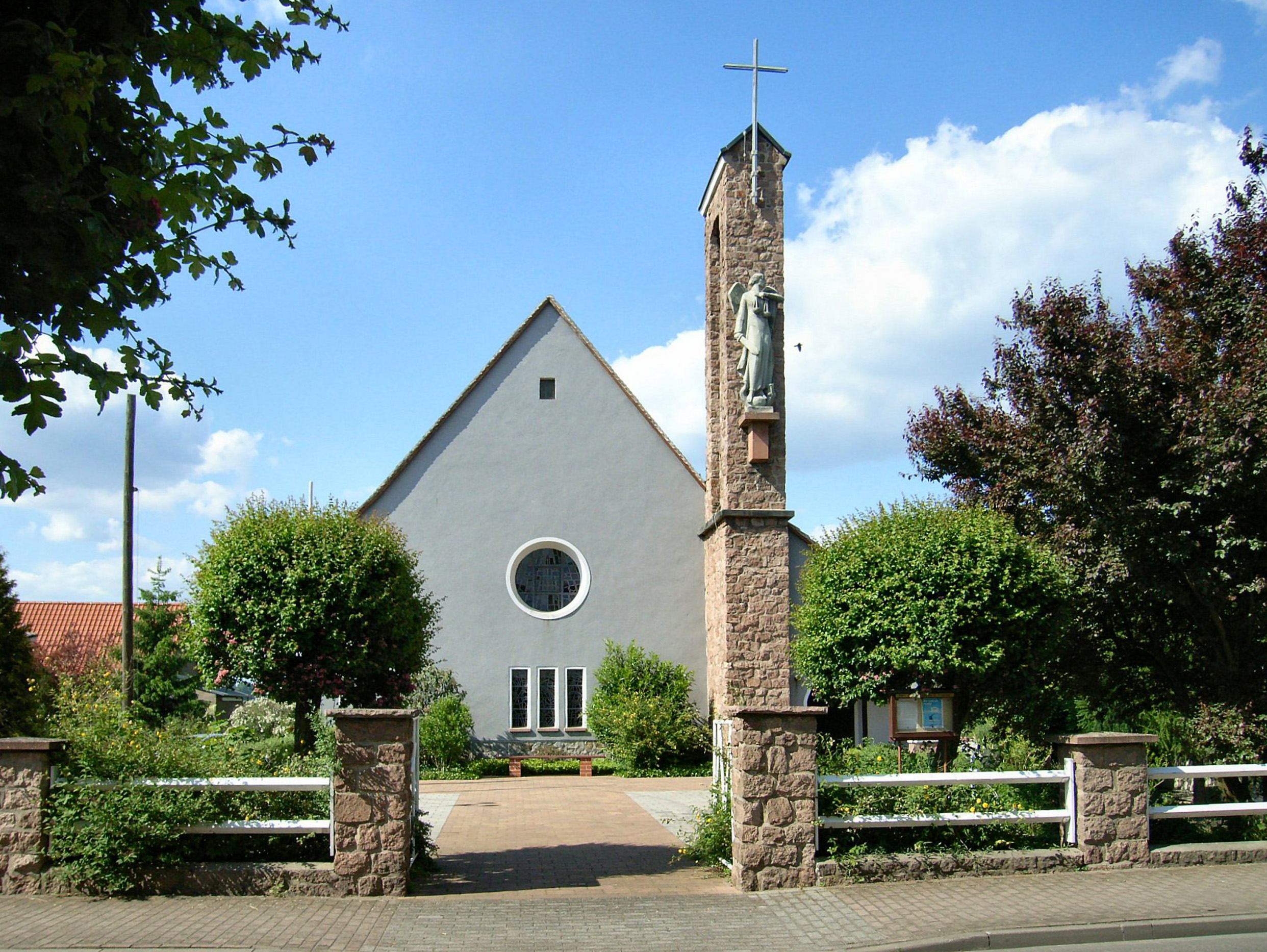
St. Michael

St. Michael ist die römisch-katholische Kirche in Raguhn, einem Ortsteil von Raguhn-Jeßnitz im Landkreis Anhalt-Bitterfeld in Sachsen-Anhalt. Die Kirche trägt das Patrozinium des Erzengels Michael und gehört zur Pfarrei Edith Stein Wolfen-Zörbig mit Sitz in Wolfen im Bistum Magdeburg. Das Kirchengebäude steht als Baudenkmal unter der Erfassungsnummer 094 17508 unter Denkmalschutz.

## Geschichte
Durch die um 1530 in Raguhn durchgeführte Reformation wurde die Bevölkerung von Raguhn, das damals zum Archidiakonat Köthen des Erzbistums Magdeburg gehörte, protestantisch.
Von der zweiten Hälfte des 19. Jahrhunderts an ließen sich wieder Katholiken in Raguhn nieder. Ab 1906 fanden durch Geistliche aus Dessau gelegentlich katholische Gottesdienste in Raguhn statt. 1931 wohnten in Raguhn 64 Katholiken. Bereits 1936 wurde das Baugrundstück für die St.-Michael-Kirche erworben, zum Bau einer Kirche kam es jedoch vor dem Zweiten Weltkrieg nicht mehr.
Nachdem das Deutsche Reich mit dem Überfall auf Polen den Zweiten Weltkrieg begann und infolgedessen Frankreich am 3. September 1939 Deutschland den Krieg erklärte und zwei Tage später eine Offensive gegen das Saargebiet begann wurden, Saarländer in das Innere des Reichsgebietes evakuiert. Dadurch nahm die Katholikenzahl in der Kirchengemeinde Wolfen erheblich zu, sodass am 29. Januar 1940 der erst wenige Wochen zuvor geweihte Seminarpriester Johannes Roeren (1912–1984) zum Vikar der Kirchengemeinde Wolfen berufen wurde. Noch im gleichen Jahr wurde in Raguhn der Saal einer Gaststätte angemietet und zu einer Notkapelle ausgebaut, die bereits das Patrozinium des Erzengels Michael trug. Die Ausstattung der Notkapelle kam aus der ehemaligen Notkapelle in Gräfenhainichen, die nach dem Bau der Kirche Maria Hilfe der Christen dort nicht mehr benötigt wurde. Am 1. Mai 1940 wurde, rückwirkend zum 15. April, die zur Pfarrei St. Peter und Paul (Dessau) gehörende Filialvikarie Raguhn-Jeßnitz errichtet. Im April 1945 wurde die Notkapelle durch Kriegshandlungen zerstört, die Gottesdienste fanden danach in einer Baracke statt. Nachdem die Baracke 1946 von den sowjetischen Machthabern beschlagnahmt wurde, wurden die katholischen Gottesdienste in die evangelische Kirche von Raguhn verlegt.
Da durch die Flucht und Vertreibung Deutscher aus Mittel- und Osteuropa die Zahl der Katholiken in der Filialvikarie Raguhn-Jeßnitz nach dem Zweiten Weltkrieg stark angewachsen war, erfolgte am 1. April 1949 die Errichtung der Filialkirchengemeinde (Pfarrvikarie) Raguhn, zu der anfangs über 1400 Katholiken gehörten. Johannes Roeren wurde ihr erster Seelsorger. Anfang Juli 1949 bekam die Filialkirchengemeinde Raguhn die Baugenehmigung für die Kirche, die offiziell als „Betsaal“ bezeichnet wurde. Für den Bau der Kirche wurden viele Mauerziegel verbaut, die aus kriegszerstörten Gebäuden stammten und für den Kirchbau wiederaufbereitet wurden. Am 30. Juni 1949 fand der erste Spatenstich statt, und bereits am 21. August wurde der Grundstein gelegt. Am 6. Oktober wurde das Richtfest gefeiert. Die Benediktion der Kirche nahm am 18. Dezember 1949, dem 4. Adventssonntag, Dechant Franz Carré aus Dessau vor.
1950 zog Pfarrvikar Alois Utsch als Seelsorger nach Raguhn, in seiner Amtszeit wurden das Gemeindehaus und das Pfarrhaus erbaut. Anfang 1952 bekam er die Genehmigung für diese Bauvorhaben. Am 27. Juli 1953 zog der Pfarrvikar, der zuvor in einer Mietwohnung in der Mittelstraße wohnte, in der neuerbaute Pfarrhaus ein. Bereits in den 1950er Jahren wurde die Kirche an der Ostseite um einen neuen Eingangsbereich erweitert, am bisherigen Haupteingang wurde eine Taufkapelle eingerichtet. Der Dachreiter, der Risse in den Kirchenmauern verursachte, wurde abgetragen und stattdessen 1957/58 ein Glockenturm erbaut. Am 1. April 1957 wurde die Filialkirchengemeinde (Pfarrvikarie) Raguhn zur Pfarrei erhoben, der bisherige Pfarrvikar Aloys Utsch wurde ihr erster Pfarrer. Nach der Liturgiereform des Zweiten Vatikanischen Konzils erfolgte 1966 der Umbau des Altarraumes.
Am 8. Juli 1994 wurde das Bistum Magdeburg gegründet, und die Zugehörigkeit von Raguhn wechselte vom Erzbistum Paderborn zum Bistum Magdeburg. Seit dem 1. Januar 1996 bildeten die Pfarreien Heilig Geist (Greppin), St. Norbert (Jeßnitz), St. Michael (Raguhn) und Heilig Kreuz (Wolfen) einen Pfarrverband, aus dem am 12. März 2004 die Pfarrei Edith Stein gebildet wurde, die ihren Sitz in Wolfen hatte und nach dem gleichnamigen Gemeindezentrum in Wolfen-Nord benannt wurde.
Am 28. November 2010, dem 1. Sonntag im Advent, erfolgte die Fusion der Pfarreien Edith Stein (Wolfen) und St. Antonius (Zörbig) zur heutigen Pfarrei Edith Stein Wolfen-Zörbig. Bis zur Auflösung der Dekanatsstrukturen im Bistum Magdeburg am 1. September 2023 gehörte Raguhn zum Dekanat Dessau.

## Lage, Architektur und Ausstattung
Die Kirche steht im Westen von Raguhn auf dem Grundstück Gartenstraße 63.
Architekt der Kirche war Bernhard Lippsmeier aus Magdeburg. Der in den 1950er Jahren erfolgte Umbau und der rund 15 Meter hohe Glockenturm, in dem drei Glocken hängen, sind Entwürfe des Architekten Georg Steinbach aus Holzdorf.
Eine Statue des Erzengels Michael, des Schutzpatrons der Kirche, ist seit 1961 am Glockenturm angebracht. Michael ist hier als Seelenwäger mit Schwert und Seelenwaage dargestellt. Im Inneren der Kirche wird Maria (Mutter Jesu) durch eine weitere Statue dargestellt. Der Taufstein ist ein Werk des Bildhauers Robert Propf aus Köthen von 1960.